# Alter jüdischer Friedhof (Kaldenkirchen)

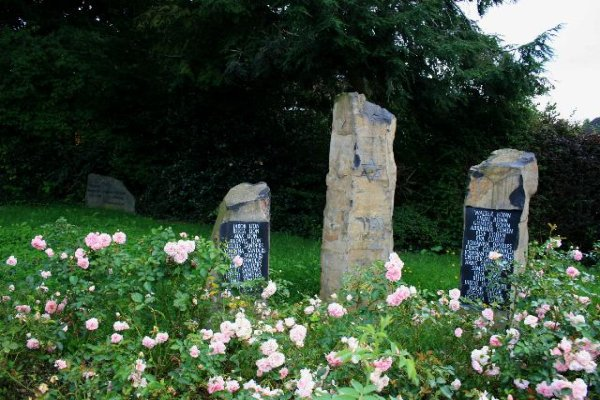
Alter jüdischer Friedhof Kaldenkirchen (Jahnstraße) (2010)

Der Alte jüdische Friedhof Kaldenkirchen liegt im Stadtteil Kaldenkirchen der Stadt Nettetal im nordrhein-westfälischen Kreis Viersen. Der jüdische Friedhof an der Jahn- / Ecke Frankstraße wurde von vor 1843 bis zum Jahr 1923 belegt. In der NS-Zeit wurden die Grabsteine entfernt. Heute befinden sich dort Gedenksteine:
- im Hintergrund der Gedenkstein der Stadt Kaldenkirchen (1964) mit der Inschrift: „Unseren ehemaligen jüdischen Mitbürgern zum Gedenken. Stadt Kaldenkirchen“
- im Vordergrund der dreiteilige Gedenkstein des Bürgervereins aus dem Jahr 2000 mit den Namen der ermordeten und verschollenen jüdischen Bürger Kaldenkirchens, dazu gehört eine liegende Platte mit Inschrifttafel davor: „Zum Gedenken an die jüdische Gemeinde und die 1933–1945 durch die Nationalsozialisten ermordeten und verschollenen jüdischen Bürger aus Kaldenkirchen. Der Bürgerverein Kaldenkirchen, August 2000“